# 道氏沼海鯰
道氏沼海鯰為輻鰭魚綱鯰形目海鯰科的其中一種，分布於中南美洲巴拿馬至厄瓜多太平洋岸淡水、半鹹水水域，體長可達90公分，棲息在溪流、河口區，屬肉食性，以魚類、底棲性無脊椎動物等為食，雄魚會以口孵卵，可做為食用魚。

## 擴展閱讀
維基物種上的相關：道氏沼海鯰